# Wulkany Europy
Wulkany Europy – lista wulkanów leżących na terenie Europy.
Europa jest mało aktywną wulkanicznie częścią świata. Jedyny obecnie czynny wulkan na kontynencie to Wezuwiusz we Włoszech, kilka wulkanów leży także na pobliskich wyspach: najbardziej aktywna jest Etna na Sycylii, ale także Wyspy Liparyjskie, niektóre inne wyspy i góry podwodne na Morzu Śródziemnym, są pochodzenia wulkanicznego. Islandia jest bogata w wulkany, ale geologicznie nie jest ona częścią Europy, tylko wyspą oceaniczną, podobnie jak portugalskie Azory czy norweski Jan Mayen. Na ziemiach polskich wulkany były aktywne ostatnio w pliocenie, najmłodsze z nich występują na Dolnym Śląsku. 
| Nazwa            | Położenie           | Wysokość          |
| ---------------- | ------------------- | ----------------- |
| Etna             | Włochy              | ok. 3340 m n.p.m. |
| Pico             | Portugalia, Azory   | 2351 m n.p.m.     |
| Beerenberg       | Norwegia, Jan Mayen | 2277 m n.p.m.     |
| Hvannadalshnúkur | Islandia            | 2119 m n.p.m.     |
| Grímsvötn        | Islandia            | 1719 m n.p.m.     |
| Askja            | Islandia            | 1510 m n.p.m.     |
| Eyjafjallajökull | Islandia            | 1666 m n.p.m.     |
| Hekla            | Islandia            | 1491 m n.p.m.     |
| Katla            | Islandia            | 1363 m n.p.m.     |
| Wezuwiusz        | Włochy              | 1281 m n.p.m.     |
| Stromboli        | Włochy              | 926 m n.p.m.      |
| Vulcano          | Włochy              | 500 m n.p.m.      |
| Santoryn         | Grecja              | 131 m n.p.m.      |